# Krimi
Das Wort Krimi ist umgangssprachlich und steht abkürzend für „Kriminalfilm, Kriminalroman“, also ein Genre, das vor allem in den populären Medien bzw. in der Unterhaltungsindustrie verbreitet ist und einen Spannungsbogen hat, der sich aus der Aufklärung eines Verbrechens ergibt. Krimis werden häufig als Serien dargeboten und können in weitere Untergattungen unterteilt werden, unter anderem in Thriller, Detektiv-, Polizei- und Spionagegeschichten. Der literarische Anspruch von Krimis rangiert von der Trivialliteratur wie Jerry Cotton bis zu Romanen der Postmoderne wie Umberto Ecos Der Name der Rose.

## Definition
Laut Duden online und dem digitalen Wörterbuch der deutschen Sprache ist „Krimi“ die umgangssprachliche Kurzform für „Kriminalroman“ oder „Kriminalfilm“. In mancher literaturwissenschaftlicher Fachliteratur wird die Kurzform „Krimi“ gleichgesetzt mit „Kriminalroman“ und es werden häufig vornehmlich Prosatexte, insbesondere Romane diskutiert. In anderer Literatur wird „Krimi“ weiter gefasst und darunter sowohl Kriminalroman als auch Kriminalfilm und Fernsehserie verstanden.
Das Genre der Krimis gilt in der Literaturwissenschaft als schwer in einer Definition zu fassen. Als Minimaldefinition kann gelten: Bei einem Krimi geht es um eine fiktionale Erzählung, die von der Aufklärung einer oder mehrerer Straftaten handelt, meist ein Mord. Ein zentrales Merkmal des Krimis ist die Frage nach Täter, Motiv oder Folgen der Straftat, die den Leser, Hörer oder Zuschauer in Spannung versetzen soll. Mehrheitlich spielt ein Polizist, ein Detektiv oder eine andere Hauptperson die Rolle des Ermittlers. Der Ermittler klärt den Fall mittels Indizien (und folgt möglicherweise falschen Fährten).

## Krimis in verschiedenen Medien
Krimis finden sich in verschiedenen Medien. Am bekanntesten sind der Kriminalroman, der Kriminalfilm und entsprechende Fernsehserien. Neben Literatur und Filmen, die sich vor allem an das erwachsene Publikum richten, gibt es den Krimi auch in der Kinder- und Jugendliteratur, z. B. Emil und die Detektive von Erich Kästner und dessen Verfilmungen.
Auch wenn der Krimi in der Literatur vor allem in Form von Prosa verbreitet ist, sind die Grenzen zu anderen Literaturgattungen gelegentlich fließend, zum Beispiel zum Drama oder zur Ballade, prominente Gattungsvertreter sind z. B. das Theaterstück Die Mausefalle von Agatha Christie und Frank Wedekinds satirisches Gedicht Der Tantenmörder.
Über Buch, Theater, Film und Fernsehen hinaus hat das Krimigenre weitere Medien erobert: So findet man Krimihandlungen im Comic, wie etwa Tim und Struppi, Dick Tracy oder Nick Knatterton, im Hörspiel, z. B. Die drei ??? und auch im Brettspiel, z. B. Cluedo. Das erste Krimi-Computerspiel war das Textadventure Deadline der US-Firma Infocom aus dem Jahr 1982. Zu weiteren Formen zählen das Krimispiel oder Krimihandlungen in Podcasts, z. B. im semi-dokumentarischen Serial (Podcast).

## Anfänge und Untergattungen
Die Anfänge des Krimis gehen auf das 19. Jahrhundert zurück. Als erste Kriminalerzählung wird häufig Edgar Allan Poes The Murder in the Rue Morgue (1841) genannt. Vereinzelt werden noch frühere Beispiele als Krimis klassifiziert, etwa Friedrich Schillers Der Verbrecher aus verlorener Ehre (1786). Als Vorläufer des Krimis gilt unter anderem die sogenannte Verbrechensliteratur des 17. bis 19. Jahrhunderts, auf Unterhaltung angelegte Texte, die das Leben und die Organisation von Kriminellen beschreiben.
Erste Kriminalfilme gehen bis zu den Anfängen des Films zurück: Als erster Kriminalfilm überhaupt könnte der einminütige Film Sherlock Holmes Baffled von Arthur Marvin (1900) gelten. Stuart Webbs wird zum Helden einer der ersten Detektivserien im Film (1913 bis 1929).
Der Krimi hat sich seit dem 19. Jahrhundert stark weiterentwickelt und in zahlreiche Untergattungen ausdifferenziert. Eine ältere, klassische Unterteilung des Kriminalromans ist in die beiden Untergattungen Detektivroman und Thriller: Während beim Detektivroman die Person des Detektivs und das Rätsellösen im Vordergrund stehen, dominieren im Thriller die Action-Elemente. Darüber hinaus haben sich aber noch zahlreiche weitere Untergattungen in Literatur gebildet, z. B. nach der Person des Ermittlers (Polizeiroman, Detektivroman) oder der Thematik (Spionageroman). Ähnliche Differenzierungen in Untergattungen gelten auch für Film und Fernsehen: Polizeifilm, Detektivfilm, Spionagefilm etc. Neuere Entwicklungen sind die Kriminalkomödie und der Regionalkrimi.

## Popularität
Krimis sind in Literatur, Film und Fernsehen ein außerordentlich populäres Genre. Einige Veröffentlichungen wie Jerry Cotton – die im deutschsprachigen Raum kommerziell erfolgreichste Serie von Kriminalromanen – galten lange Zeit als Trivialliteratur. Ein Viertel der Belletristik der Verlage in Deutschland waren um 2020 Krimis. Der Autor Frank Schätzing sagt zur Popularität des Krimis: „Nicht nur Deutsche, aber ganz besonders Deutsche, lieben eher Krimis. Leichen und Ermittler sind hierzulande noch beliebter als Golden Retriever und Fernsehköche. Nicht, dass wir blutrünstig wären. Wir mögen es nur einfach, die aus den Fugen geratene Welt wieder in Ordnung gebracht zu sehen.“